# Prisca Uwamahoro
 (août 2025).
Prisca Uwamahoro est une survivante du génocide et députée au Rwanda.

## Biographie

### Parcours
Prisca Uwamahoro est survivante du génocide au Rwanda. Elle est membre de la Chambre des députés,,,,.